# Winfried Parthum
Winfried Parthum (ur. w lipcu 1936) – niemiecki kierowca motocyklowy i kartingowy.

## Życiorys
Karierę rozpoczął w 1955 roku, startując motocyklem z silnikiem 250 cm³ w barwach klubu ASK Berlin. Motocyklem rywalizował do 1960 roku, zdobywając dwa tytuły wicemistrza NRD. Następnie ścigał się gokartami, zdobywając w 1964 roku Puchar Pokoju i Przyjaźni. Ponadto w tym okresie rozpoczął pracę w dziale testów zakładu w Ludwigsfelde. Gokartami startował do połowy lat 70. Po zakończeniu kariery sportowej podjął pracę instruktora jazdy. W 1990 roku założył własną szkołę jazdy. W 2016 roku przeszedł na emeryturę.